# Göksel
Göksel Demirpençe (nacida el 25 de noviembre de 1971 en Estambul), más conocida cómo Göksel, es una cantante, compositora y productora turca.

## Biografía
Göksel aplicó para hacer estudios de filosofía en la Universidad del Bósforo en 1988. Sin embargo, pronto deja sus estudios para convertirse en una cantante profesional. Comenzó tomando clases privadas de canto y luego cantó para varias orquestas. Durante dos años fue vocalista de dos de las cantantes más célebres de Turquía: Sezen Aksu y Sertab Erener.
En septiembre de 1997, lanza su primer álbum titulado "Yollar" (Camino), del cual el primer sencillo
"Sabır" (Paciencia), se convierte en un éxito. Posteriormente, en 2001 lanza su segundo álbum Körebe del cual el tema más exitoso fue  "Depresyondayım" (estoy en depresión).
Göksel a igualmente participado en el álbum de la banda de rock maNga, en dúo para la canción "Dursun zaman", (que el tiempo se detenga!) que fue bastante popular en estaciones de radio y apareció en la banda sonora de la película turca Sınav, (el exámen) en la que participó Jean-Claude Van Damme. Igualmente ha hecho una versión de la canción italiana Parole parole bajo el nombre de "Tek Başına" (Sola)

## Discografía
| Año  | Lanzamiento              | Título                                        | Sello             |
| ---- | ------------------------ | --------------------------------------------- | ----------------- |
| 1997 | 3 de septiembre de 1997  | Yollar (Caminos)                              | Karma Müzik Yapım |
| 2001 | 4 de octubre de 2001     | Körebe (Gallina ciega)                        | Sony Music        |
| 2003 | 29 de mayo de 2003       | Söz ver (Promesa)                             | Sony Music        |
| 2005 | 17 de marzo de 2005      | Arka Bahçem (Mi patio trasero)                | Sony Music        |
| 2007 | 15 de abril de 2007      | Ay'da Yürüdüm (Caminé sobre la luna)          | Sony Music        |
| 2009 | Mayo de 2009             | Mektubumu Buldun mu? (¿Encontraste mi carta?) | Avrupa Müzik      |
| 2009 | 17 de septiembre de 2009 | The Best of Göksel                            | Sony Music        |
| 2010 | 26 de abril de 2010      | Hayat Rüya Gibi (La vida es como un sueño)    | Avrupa Müzik      |
| 2012 | 18 de enero de 2012      | Bende Bi' Aşk Var (Yo tengo un amor)          | Avrupa Müzik      |
| 2015 | 14 de enero de 2015      | Sen Orda Yoksun (Tú no estás allí)            | Avrupa Müzik      |